# Gudrun Fiil
Gudrun Fiil (født Gudrun Margrethe Kjuel Kristensen Søvang, født 18. december 1890 i Snejbjerg, død 19. maj 1972 i Hvidsten) var en dansk kroværtinde, der qua sit ægteskab med Hvidstengruppens leder Marius Fiil var aktiv i den danske modstandsbevægelse under besættelsen.
Parret Fiil blev gift i september 1917 og drev Hvidsten Kro sammen fra 1925. 
Under besættelsen medvirkede Gudrun Fiil i modstandskampen ved at sørge for kost og logi, ligesom hun var hjælper i en af modtagegrupperne.
Den 15. juli 1944 skrev De frie Danske om hendes store tab, henrettelsen af hendes mand, søn og svigersøn, om hendes ældste datters livstidsdom og hendes yngste datters dom på to år.
Efter krigen drev hun kroen alene frem til sin død i 1972.
Hun er begravet på Spentrup Kirkegård.

## Populær kultur
- I den danske drama-film fra 2012 Hvidsten Gruppen bliver Gudrun Fiil portrætteret af Bodil Jørgensen.[6]